# Valšov–Rýmařov-vasútvonal
| A rýmařovi állomás 2012-ben |                 |                                              |                                              |
| Osztály: | D4              |                                              |                                              |
| Hossz: | 14,083 km       |                                              |                                              |
| Nyomtávolság: | 1435 mm         |                                              |                                              |
| Üzemeltető: | Správa železnic |                                              |                                              |
| Maximális emelkedés: | 13 ‰            |                                              |                                              |
| Maximális sebesség: | 50 km/h         |                                              |                                              |
| A Wikimédia Commons tartalmaz Valšov–Rýmařov-vasútvonal témájú médiaállományokat. |                 |                                              |                                              |
| \| \| \| Opava východ felől (vorm. MSCB) \| \| \| \| 0,000 \| Valšov korábban Kriegsdorf \| Valšov korábban Kriegsdorf \| \| \| \| Olomütz felé (vorm. MSCB) \| \| \| \| \| Moravice \| \| \| \| 3,105 \| Břidličná lesy korábban Friedland Basaltwerk \| Břidličná lesy korábban Friedland Basaltwerk \| \| \| 4,834 \| Břidličná korábban Friedland (Mohra) \| Břidličná korábban Friedland (Mohra) \| \| \| \| Polička \| \| \| \| 5,852 \| Břidličná zastávka korábban Friedland Hp \| Břidličná zastávka korábban Friedland Hp \| \| \| 8,458 \| Velká Štáhle korábban Großstahl \| Velká Štáhle korábban Großstahl \| \| \| 11,436 \| Jamartice korábban Irmsdorf \| Jamartice korábban Irmsdorf \| \| \| 14,083 \| Rýmařov korábban Römerstadt \| Rýmařov korábban Römerstadt \| \| \| 14,344 \| (Vonal vége) \| (Vonal vége) \| |                 |                                              |                                              |
| |                 | Opava východ felől (vorm. MSCB)              |                                              |
| | 0,000           | Valšov korábban Kriegsdorf                   | Valšov korábban Kriegsdorf                   |
| |                 | Olomütz felé (vorm. MSCB)                    |                                              |
| |                 | Moravice                                     |                                              |
| | 3,105           | Břidličná lesy korábban Friedland Basaltwerk | Břidličná lesy korábban Friedland Basaltwerk |
| | 4,834           | Břidličná korábban Friedland (Mohra)         | Břidličná korábban Friedland (Mohra)         |
| |                 | Polička                                      |                                              |
| | 5,852           | Břidličná zastávka korábban Friedland Hp     | Břidličná zastávka korábban Friedland Hp     |
| | 8,458           | Velká Štáhle korábban Großstahl              | Velká Štáhle korábban Großstahl              |
| | 11,436          | Jamartice korábban Irmsdorf                  | Jamartice korábban Irmsdorf                  |
| | 14,083          | Rýmařov korábban Römerstadt                  | Rýmařov korábban Römerstadt                  |
| | 14,344          | (Vonal vége)                                 | (Vonal vége)                                 |

A Valšov–Rýmařov vasútvonal egy helyiérdekű vasút (csehül: regionální dráha) volt a mai Csehország területén, melyet eredetileg a Császári és Királyi Osztrák Államvasutak (kkStB) mint Staatsbahn Kriegsdorf–Römerstadt épített és üzemeltetett. Valšovnál (Kriegsdorf) ágazott el a Olomouc–Opava východ-vasútvonaltól az Alacsony-Jenesíkben Rýmařov (Römerstadt) városa felé.

## Története
1870. április 21-én a Moravskoslezsky Centralbahnplatz (MSCB) koncessziót kapott az  Olmütz Jägerndorf,  országhatár, Leobschütz fővonalára. A koncesszió része volt még további mellékvonalak megépítése. Jóváhagyták a Olbersdorf vonal folytatását a porosz Neissén át Troppau, Römerstadt és Würbenthal felé. Az 1873-as tőzsdekrach miatti pénzügyi nehézségek megakadályozták a mellékvonalak megépítését. Ebben a helyzetben az osztrák állam kezdeményezte az összeköttetés megépítését Kriegsdorf–Römerstadtig (hasonlóan a szomszédos Milotice nad Opavou–Vrbno pod Pradědem-vasútvonalhoz) saját számlára.
A vonalat 1878. október 18-án nyitották meg. Először az MSCB üzemeltette, majd 1895. január 1-jén a Császári és Királyi Osztrák Államvasutak vette át.
Az 1912-es menetrend 4 vonatpár közlekedését tartalmazza. A menetidő a 14 km hosszú pályán 39 és 56 perc között volt.
A monarchia számára vesztes első világháború után a vonal az újonnan megalakult Csehszlovák Államvasutakhoz (ČSD) került. Az 1920-as évek végére jelentősen nőtt a menetrendi sűrűség és ezzel egyidőben csökkent a menetidő 30-37 percre szinte valamennyi vonatnál. Az 1937-1938-as téli menetrend egy új vonatpárt tartalmazott, valamennyi állomás között.
A Szudétavidék 1938-as német annexiója után a vonal a Német Birodalmi Vasút birtokába került. A birodalmi menetrendkönyvben 151w menetrendi szakasz  Kriegsdorf–Römerstadt néven szerepelt. A második világháború végén a vasútvonal visszakerült a ČSD-hez.
1993. január 1-jén a vonal és a járműpark a megszűnő Csehszlovákiától az újonnan alapított Cseh Vasutakhoz került
A 2012-es a menetrend napi tíz személyvonat tartalmaz, vasárnaponként a nyolcat. A vonatok többsége Vonal S10 és Opava východ között jár. A menetidő  24-25 perc között van, ami 34 km/óra utazósebességnek felel meg.

## A vonal leírása
A pálya Valšov állomástól délre indul. Miután átlép a Moravice folyón, nyugati irányba halad a jobb partot követve a végpontig, Rýmařovig. Meredekebb emelkedő, ahol műtárgyra lett volna szükség, az egyszerű vonalvezetésű pályán nincs.

## Fordítás
- Ez a szócikk részben vagy egészben  a   Bahnstrecke Valšov–Rýmařov című német Wikipédia-szócikk fordításán alapul.  Az eredeti cikk szerkesztőit annak laptörténete sorolja fel. Ez a jelzés csupán a megfogalmazás eredetét és a szerzői jogokat jelzi, nem szolgál a cikkben szereplő információk forrásmegjelöléseként.